# Braque Saint-Germain
Braque Saint-Germain (mã số FCI 115) (tạm dịch: Chó săn St. Germain) là một giống chó cỡ trung bình, một giống chó săn đa năng được sử dụng để săn bắn như một con chó đuổi theo mồi đã bị bắn và chó pointer cũng như săn bắn những con thú nhỏ khác. Braque với nghĩa hẹp cho giống chó chỉ có nghĩa là chó pointer. Loài này được tạo ra vào khoảng năm 1830 bằng cách lai những chú chó pointer Anh và Pháp.

## Ngoại hình
Braque Saint-Germain là một giống chó pointer điển hình, với khung xương trung bình và một bộ lông trắng, tai cụp, và một cái đuôi dài được giữ nằm ngang trong khi chó hoạt động. Giống Braque Saint-Germain có chiều cao từ 56–62 centimet (22–24 in) tính đến vai, con cái hơi nhỏ hơn.

## Lịch sử
Giống chó này được tạo ra đầu tiên trong các khu chăn nuôi hoàng gia tại Compiègne vào khoảng năm 1830 bằng cách phối giống giữa các con chó pointer của Anh và Pháp, giống này nổi tiếng ở Saint Germain en Laye, và nó được đặt tên theo địa danh này. Mặc dù là một con chó săn phổ biến, giống chó này nổi tiếng như là một giống chó chuyên trình diễn. Bắt đầu từ chương trình chó đầu tiên ở Pháp năm 1863, nó là giống chó pointer được trình diễn nhiều nhất. Câu lạc bộ giống chó này tại Pháp được thành lập vào năm 1913. Loài chó này được quốc tế công nhận bởi tổ chức Fédération Cynologique Internationale ở nhóm 7, Chó pointer, Chó pointer loại 1.1 kiểu lục địa. Nó cũng được United Kennel Club công nhận ở Bắc Mỹ vào năm 2006. Loài này cũng được một số cơ quan đăng ký nhỏ, câu lạc bộ săn bắn và các doanh nghiệp đăng ký chó trên internet công nhận và được quảng bá như một giống hiếm cho những người tìm kiếm một con vật cưng độc đáo.